# 주석태
주석태(1976년 3월 19일 ~ )는 대한민국의 배우이다.

## 작품 활동

### 영화
- 《노량: 죽음의 바다》(2023년) - 시마즈 토요히사 역
- 《더 와일드: 야수들의 전쟁》(2023년) - 정곤 역
- 《혼자 사는 사람들》 (2021년) - 정 변호사 / 고객 3 (목소리) 역 (특별출연)
- 《트웬티 해커》 (2021년) - 김영탁 역
- 《디바》 (2020년) - 이 대표 역
- 《오늘의 은수》 (2020년,단편) - 면접관 역 (특별출연)
- 《오케이! 마담》 (2020년) - 신 차장 역
- 《남산의 부장들》 (2020년) - 신익치 역
- 《휴가》 (2019년,단편) - 경호 역
- 《양자물리학》 (2019년) - 문 실장 역
- 《캠핑》 (2019년,단편) - 남편 역
- 《왓칭》 (2019년) - 최 실장 역
- 《해주세요》 (2018년,단편) - 자살남 역
- 《안시성》 (2018년) - 고혜진 역
- 《꾼》 (2017년) - 건달 1 역
- 《보통사람》 (2017년) - 젊은 검사 역
- 《마스터》 (2016년) - 피터 킴 역
- 《판도라》 (2016년) - 소방대원 1 역
- 《대결》 (2016년) - 재희변호사 1 역
- 《밀정》 (2016년) - 검찰 역
- 《터널》 (2016년) - 도로공사 직원 역
- 《방 안의 코끼리 - 자각몽》 (2016년) - 정일 역
- 《성난 변호사》 (2015년) - 데이빗 리 역
- 《명량》 (2014년) - 가츠라 역
- 《끝까지 간다》 (2014년) - 남 형사 역
- 《캐치미》 (2013년) - 진숙 아빠 역
- 《친구 2》 (2013년) - 계부남 역
- 《숨바꼭질》 (2013년) - 과거 형사 역
- 《점쟁이들》 (2012년) - 갈고리 청년 역
- 《연가시》 (2012년) - 동거남, 수행비서 역
- 《용서는 없다》 (2010년) - 민서영 선배 역
- 《모던 보이》 (2008년) - 베레모 형사 역
- 《색다른동거》 (2008년) - 술집손님2 역
- 《최강 로맨스》 (2007년) - 박장석 역
- 《뚝방전설》 (2006년) - 상춘파 1 역
- 《구세주》 (2006년) - 큰손파 1 역
- 《레드아이》 (2005년) - 조기축구회2

### 드라마
- 《남주의 첫날밤을 가져버렸다》 (KBS2, 2025년) - 설종 역
- 《사랑은 외나무다리에서》 (tvN, 2024년) - 윤호석 역
- 《하이드》 (JTBC, 쿠팡플레이, 2024년) - 최호식 역
- 《KBS 드라마 스페셜 - 오버랩 나이프, 나이프》 (KBS2, 2023년)
- 《마이데몬》 (SBS, 2023년) - 차 팀장 역
- 《고려 거란 전쟁》 (KBS2, 2023년) - 최질 역
- 《꽃선비 열애사》 (SBS, 2023년) - 김환 역
- 《천원짜리 변호사》 (SBS, 2022년) - 최기석 역
- 《환혼》 (tvN, 2022년) - 진우탁 역
- 《아침이 밝아올때까지》 (JTBC, 2021년) - 김병준 역
- 《꽃 피면 달 생각하고》 (KBS2, 2021년) - 표낭꾼 역
- 《악마판사》 (JTBC, 2021년) - 강지상 역 (특별출연)
- 《언더커버》 (JTBC, 2021년) - 박원종 역
- 《오케이 광자매》 (KBS2, 2021년) - 허풍진 역
- 《낮과 밤》 (tvN, 2020년) - 최용석 역 (특별출연)
- 《구미호뎐》 (tvN, 2020년) - 최태석 역 : 최팀장
- 《브람스를 좋아하세요?》 (2020년, SBS) - 유태진 역
- 《위험한 약속》 (KBS2, 2020년)- 김광문 역 (특별 출연)
- 《그 남자의 기억법》 (MBC,2020년) - 문상호 역
- 《KBS 드라마 스페셜 - 그렇게 살다》 (KBS2, 2019년) - 박용구 역
- 《시크릿 부티크》 (SBS, 2019년) - 오태석 역
- 《루머》 (웹드라마, 2019년) - 한석태 역 : 한상무
- 《더 뱅커》 (MBC, 2019년) - 임창재 역
- 《리갈 하이》 (JTBC, 2019년) - 유명석 역
- 《킹덤》 (NETFLIX, 2019년) - 이도진 역
- 《붉은 달 푸른 해》 (MBC, 2018년) - 윤태주 역
- 《시간이 멈추는 그때》 (KBSW, 2018년) - 신 역
- 《라이프 온 마스》 (OCN, 2018년) - 이강헌 역 (특별 출연)
- 《작은 신의 아이들》 (OCN, 2018년) - 박지훈 역
- 《드라마 스테이지 - B주임과 러브레터》 (tvN, 2017년) - 김명현 역
- 《슬기로운 감빵생활》 (tvN, 2017년) - 염상재 역
- 《블랙》 (OCN, 2017년) - 김철수 역
- 《KBS 드라마 스페셜 - 정마담의 마지막 일주일》 (KBS2, 2017년) - 조폭 역
- 《조작》 (SBS, 2017년) - 박변호사 역 (특별출연)
- 《듀얼》 (OCN, 2017년) - 안정동 역 (특별출연)
- 《추리의 여왕》 (KBS2, 2017년) - 조폭 역
- 《불어라 미풍아》 (MBC, 2017년) - 사설 탐정 역 (특별출연)
- 《미녀 공심이》 (SBS, 2016년) - 비서 역
- 《몬스터》 (MBC, 2016년) - 강재일 변호사 역
- 《미세스 캅 2》 (SBS, 2016년) - 이종민 형사 역
- 《계백》 (MBC, 2011년) - 자간 역
- 《친구, 우리들의 전설》 (MBC, 2009년)
- 《하자전담반 제로》 (MBC 드라마넷, 2009년) - 신 비서 역
- 《2009 전설의 고향》 (KBS2, 2009년) - 자객 1 역
- 《성 발렌타인》 (OCN, 2008년) - 박 조교 역
- 《도시괴담 데자뷰 시즌 1》 (Superaction, 2007년) - 민준혁 역

### 연극
- 《비프》 (2020~2021년) - 정동우 역

## 수상 및 후보
| 연도 | 시상식                       | 부문            | 작품             | 결과 |
| ---- | ---------------------------- | --------------- | ---------------- | ---- |
| 2020 | MBC 연기대상                 | 남자 조연상     | 그 남자의 기억법 | 후보 |
| 2021 | 제6회 아시아 아티스트 어워즈 | 베스트 초이스상 | 빈칸             | 수상 |